# Kelorarum
Kelorarum is een bestuurslaag in het regentschap Lamongan van de provincie Oost-Java, Indonesië. Kelorarum telt 1986 inwoners (volkstelling 2010).